# الإسلام في جمهورية الكونغو الديمقراطية

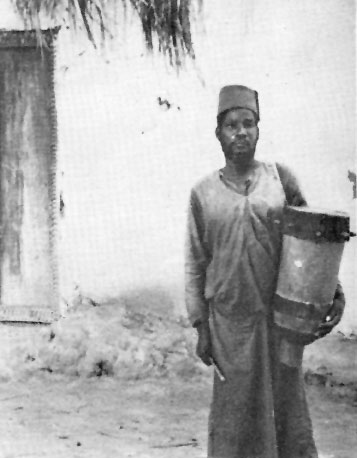
رجل كونغولي من أصل عربي

يُعد الإسلام دين الأقلية داخل جمهورية الكونغو الديمقراطية، إذ ينتمي الغالبية العظمى إلى مختلف الطوائف والملل المسيحية. على الرغم من اختلاف التقديرات، يسود الاعتقاد أن نحو 10% من سكان البلاد ينتمون للإسلام. عرفت الكونغو الإسلام لأول مرة من ساحل شرق إفريقيا خلال تجارة الرقيق العربية في القرن التاسع عشر، وما زال يتركز إلى حد كبير في أجزاء من شرق الكونغو، ولاسيما مقاطعة مانيما. معظم المسلمين في الكونغو من السنة ويتبعون المذهب الشافعي والمالكي من الفقه التشريعي.

## الديانة

### لمحة تاريخية
وصل الإسلام إلى الكونغو في القرن التاسع عشر من خلال التجار «العرب» مثل تيبوتيب، من ساحل شرق إفريقيا كجزء من تجارة الرقيق العربية. على الرغم من عدم نية العرب في نشر دينهم أو ثقافتهم بشكل صريح، تبنت العديد من الشعوب الإفريقية الأفكار التي جلبتها معها. دخل المستعمرون الأوروبيون في الصراع وهزموا العرب وأنهوا هذه العملية إلى حد كبير، مع توسع الحكم الاستعماري الأوروبي في شرق الكونغو تحت رعاية دولة الكونغو الحرة. لم يكن المسلمون خلال الحكم الاستعماري البلجيكي (1908- 1960) أهلًا للثقة واعتُبروا مصدرًا محتملًا للفتنة. روجت الدولة للمسيحية وبشكل خاص للكاثوليكية. قاومت الحكومة الاستعمارية بشكل خاص وصول القادرية (فرع الصوفية) من تنجانيقا في العشرينات من القرن العشرين.
جلب استقلال الكونغو في عام 1906 الحرية القانونية للدين وسمح للجالية المسلمة بالتنظيم العلني لأول مرة. تلقت المجتمعات الإسلامية دعمًا أجنبيًا ولا سيما من معمر القذافي في التسعينيات من القرن العشرين، الذي مول نظامه في ليبيا بناء المساجد في شرق الكونغو. منذ نهاية حرب الكونغو الثانية، اتحد المجتمع المسلم في الكونغو بشكل متزايد مع ظهور قيادة وطنية.

### اليوم
يُعد الإسلام اليوم دينًا رئيسيًا في جمهورية الكونغو الديمقراطية، ويبرز بشكل خاص في شرق البلاد حيث كان موجودًا منذ القرن الثامن عشر. يتركز المسلمون بشكل أكبر في مقاطعة مانيما وخاصة مدينتي كاسونغو وكيندو ويمثلون نحو 80-90 % و25% من السكان على التوالي. يشمل السكان أيضًا، المهاجرين الجدد من لبنان والهند وباكستان وأجزاء أخرى من القارة الإفريقية إلى جانب المسلمين الأصليين.
تمثل الجماعة الإسلامية لجمهورية الكونغو الديمقراطية المسلمين في الكونغو على المستوى الوطني، وقد خلفت الجماعة الإسلامية في زائير التي تأسست في سبعينيات القرن العشرين. مع ذلك، فإن الدين لا يملك تأثيرًا سياسيًا كبيرًا في السياسة الوطنية ويُمثل تمثيلًا ناقصًا في مؤسساته. انتُخب أربعة نواب مسلمين وثلاثة من أعضاء مجلس الشيوخ من بين 500 ثم 108 على التوالي، وذلك في الانتخابات العامة في عام 2006.
يُعرّف الغالبية العظمى من المسلمين في البلاد عن أنفسهم بأنهم من السنة، ويتبعون المذهب المالكي من الفقه. ينتمي 10% للشيعة و6% للجماعة الأحمدية. كثيرًا ما ينقسم مسلمو الكونغو بين الصوفيين المحافظين والإصلاحيين (السلفيين) إضافة إلى الجماعات العرقية والجغرافية.
اندلع العنف بين المسلمين والجماعات الدينية الأخرى في الكونغو، وخاصة مع مسيحيي الكونغو في شمال كيفو منذ عام 2014، وهو متعلق بتمرد القوات الديمقراطية المتحالفة الذي نشأ في أوغندا المجاورة. يُشتبه على نطاق واسع بأن القوات الديمقراطية المتحالفة، التي تعتمد إيديولوجيتها السياسية على الإسلام، قد ارتكبت مذبحة بيني في أغسطس من عام 2016. أفادت التقارير في عام 2019 أن الكتيبة الباكستانية من بعثة منظمة الأمم المتحدة لتحقيق الاستقرار في جمهورية الكونغو، قد مولت بناء المساجد في المنطقة، مما ساهم في «أسلمة» شرق الكونغو.

## الأعداد
تختلف تقديرات نسبة المسلمين الكونغوليين اختلافًا كبيرًا وتتراوح بين واحد و10 بالمائة تقريبًا. وفقًا للعالمة السياسية آشلي إي لينويبر يُقدر عمومًا أن حوالي 10 في المائة من السكان الوطنيين مسلمين. قدر مركز بيو للأبحاث نسبة المسلمين بـ 12 بالمائة في 2012. ولكن تقدير في عام 2007 أشار مركز بيو نسبة المسلمين ب 1.4 في المائة فقط. قدرت وزارة الخارجية الأمريكية أن النسبة 5٪ في عام 2015 وقدر كتاب حقائق العالم لوكالة المخابرات المركزية النسبة ب 1.3٪.